# Carl-Einstein-Preis

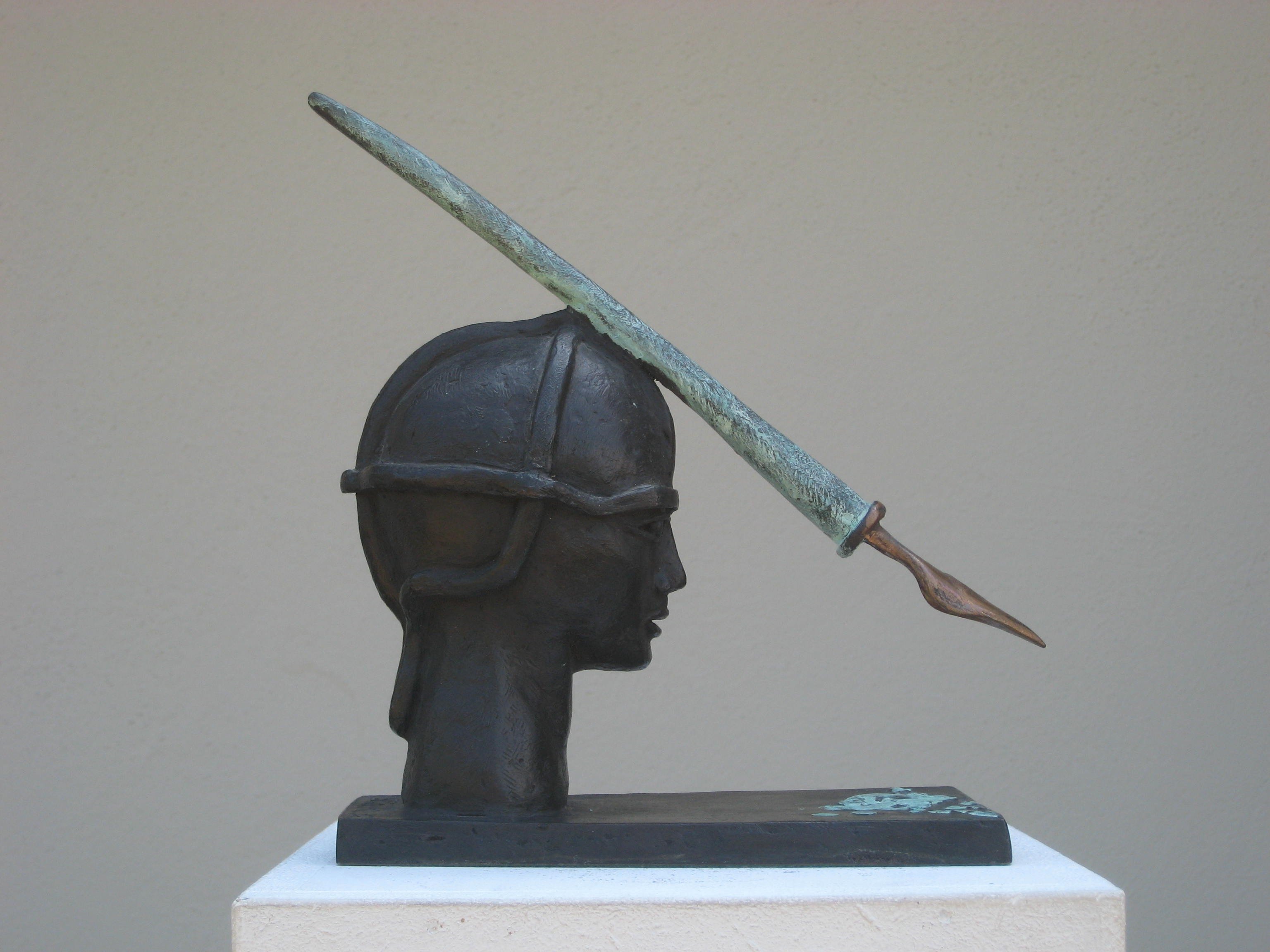
Carl-Einstein-Preis von Ursula Stock, Bronze, 1992.

Der Carl-Einstein-Preis war eine Auszeichnung für Kunstkritiker. Namensgeber war Carl Einstein. Der Preis wurde von der EnBW Energie Baden-Württemberg AG gestiftet und von der Kunststiftung Baden-Württemberg vergeben. Zwischen 1990 und 2000 wurde der Preis alle zwei Jahre an einen deutschsprachigen freien Kunstkritiker besonderer aktueller Bedeutung verliehen.

## Preisträger
- 1990: Peter Moritz Pickshaus
- 1992: Thea Herold
- 1994: Matthias Winzen
- 1996: Marius Babias
- 1998: Knut Ebeling
- 2000: Rudolf Schmitz